# Alvarion
Alvarion és una empresa israeliana dedicada al subministrament de sistemes de banda ampla sense fils per a companyies de telecomunicacions, ISP (proveïdors de serveis d'Internet) i operadors de xarxes privades.
Les solucions que proveeix cobreixen la totalitat de bandes de freqüència, aquesta ofereix solucions principalment per a l'accés en l'última milla.
Altres aplicacions inclouen l'enllaç per via indirecta o llarga de veu i dades, cobertura mòbil, extensions de xarxa mòbil, interconnexió comunitària, comunicacions per a la seguretat pública i connectivitat de xarxa privada.
L'empresa va ser fundada el 1992 a Tel-Aviv, les accions de la companyia han estat negociades públicament en el NASDAQ des de l'any 2000. La seva seu central es troba en la ciutat de Herzliya (Israel), Alvarion és una organització global que està present en 23 països.